# Mörkmusseron
Mörkmusseron (Melanoleuca melaleuca) är en svampart som först beskrevs av Christiaan Hendrik Persoon, och fick sitt nu gällande namn av William Alphonso Murrill 1911. Enligt Catalogue of Life ingår Mörkmusseron i släktet Melanoleuca,  och familjen Tricholomataceae, men enligt Dyntaxa är tillhörigheten istället släktet Melanoleuca,  och familjen Chromocyphellaceae. Arten är reproducerande i Sverige. Inga underarter finns listade i Catalogue of Life.

## Källor

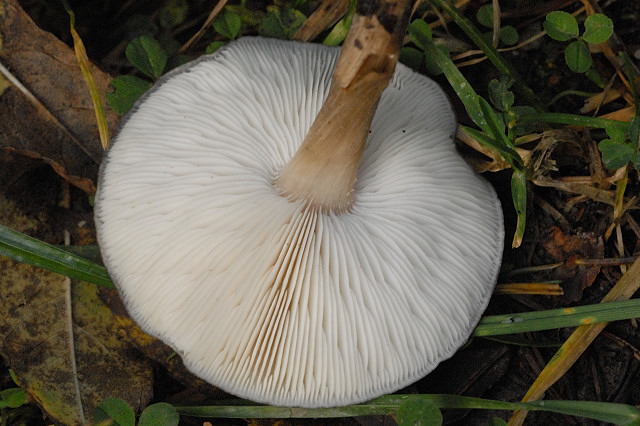